# Political Compass
Political compass (em português: "Bússola política") é um conhecido modelo e site britânico de mesmo nome (politicalcompass.org) sobre política. As análises e o teste no site baseiam-se num diagrama político de duas dimensões. O site tem um teste com algumas dezenas de questões que permite que, ao final, o avaliado saiba qual sua localização no gráfico político.

## Modelo político

Diagrama político proposto pelo "The Political Compass"

O diagrama político utilizado possui duas dimensões:
- Escala econômica (Esquerda—Direita)
- Escala social (Libertário—Autoritário)

A escala econômica refere-se ao modo como a economia funciona. Quanto mais à esquerda, maior é o desejo de que a economia seja controlada por uma agência coletiva (que pode ser o estado, ou uma rede de comunidades), sendo que no extremo da esquerda está o comunismo. Quanto mais à direita, maior o desejo que a economia seja controlada pela competição entre indivíduos e organizações, sendo que no extremo da direita está o liberalismo. De modo geral, quanto mais à direita, maior é a liberdade econômica e defesa da propriedade privada (capitalismo); já quanto mais à esquerda, maior é a tendência ao intervencionismo estatal na economia e/ou ao coletivismo.[carece de fontes?]
A escala social refere-se ao grau de intromissão do Estado na vida pessoal. Quanto mais libertário, menor é a intromissão estatal e maior é a liberdade dos indivíduos, sendo que o extremo seria o anarquismo. Quanto mais autoritário, maior é a intromissão estatal na vida dos indivíduos, sendo que no extremo está o fascismo.[carece de fontes?]

## Autores
O site politicalcompass.org não revela quem são seus autores, além do fato de serem britânicos.

## Recepção
O site foi mencionado e elogiado por diversas revistas e jornais do mundo.
Porém, há quem tenha criticado algumas questões do teste e a análise do site.